# Ліза Франкенштейн
«Ліза Франкенштейн» (англ. Lisa Frankenstein) — американський комедійний фільм жахів 2024 року, знятий Зельдою Вільямс у її повнометражному режисерському дебюті за сценарієм Діабло Коді. Головні ролі зіграли Кетрін Ньютон та Коул Спроус. Діабло Коді заявила, що «Ліза Франкенштейн» відбувається в тому ж вигаданому всесвіті, що й «Тіло Дженніфер».

## Синопсис
У центрі сюжету — дівчинка-готка, яка знайомиться і зав'язує стосунки з немертьом вікторіанської епохи.

## Акторський склад
| Актор            | Роль              |
| ---------------- | ----------------- |
| Кетрін Ньютон    | Ліза Франкенштейн |
| Коул Спроус      | Створіння         |
| Ліза Соберано    | Таффі             |
| Генрі Ейкенберрі | Майкл             |
| Джо Крест        | Дейл              |
| Карла Гуджино    | Джанет            |
| Паола Андіно     | Місті             |

## Виробництво
У червні 2022 року стало відомо, що головні ролі зіграють Кетрін Ньютон і Коул Спроус. У серпні 2022 року було оголошено про кастинг Лізи Соберано, Карли Гугіно, Джо Креста та Генрі Ейкенберрі, приблизно в той самий час, коли розпочалися основні зйомки в Новому Орлеані, які тривали до вересня.
Деякі рецензенти, які писали про фільм, припускали, що його назва — відсилання до компанії «Ліза Франк», відомої виробництвом шкільного приладдя. Коді заявила, що гра слів була ненавмисною. Насправді ім'я головної героїні є даниною поваги персонажу фільму «Дивна наука» 1985 року режисера Джона Г'юза.

## Випуск
Фільм вийшов у кінотеатральний прокат у Сполучених Штатах 9 лютого 2024 року.
27 лютого 2024 року фільм був випущений на ВнВ (VOD) у США.